# 林文夫
林 文夫（はやし ふみお、1952年4月18日 - ）は、日本の経済学者。専門は、マクロ経済学・計量経済学。ペンシルバニア大学教授、コロンビア大学教授、東京大学教授、一橋大学教授、政策研究大学院大学教授を歴任。アメリカ芸術科学アカデミー外国人名誉会員、Econometric Society終身特別会員、アメリカ経済学会外国人名誉会員。2001年日本学士院恩賜賞受賞。1995年日本経済学会第一回中原賞受賞。

## 略歴
1952年岐阜県生まれ。1975年に東京大学経済学部卒業後、ハーバード大学に留学、デール・ジョルゲンソン教授の指導の下1980年に同博士課程を修了(Ph.D）。
その後、ノースウェスタン大学経済学部助教授(1980-1982)、筑波大学社会工学系助教授(1982-1985)、大阪大学経済学部助教授(1985-1988)、ペンシルベニア大学教授(1988-1993)、コロンビア大学教授(1993-1995)、東京大学経済学部教授(1995-2009)、一橋大学大学院国際企業戦略研究科教授(2009-2015)を経て、2015年政策研究大学院大学政策研究科教授。
その間、日本経済学会第一回中原賞(1995年)や日本学士院賞恩賜賞(2001)を受賞した。また、1988年にはEconometric Society終身フェローに、2005年にはアメリカ芸術・科学院外国人名誉会員、2020年にはアメリカ経済学会外国人名誉会員に選ばれた。
なお、東京大学在籍中(1995-2009)には大阪大学社会経済研究所教授(併任)や東京大学大学院経済学研究科附属日本経済国際共同研究センター教授も務めている。

## 著書

### 単著
- Econometrics, Princeton University Press, 2000.
- Understanding Saving: Evidence from the United States and Japan, MIT Press, 1997.

### 編著
- 『経済停滞の原因と制度（経済制度の実証分析と設計）』（勁草書房、2007）
- 『金融の機能不全（経済制度の実証分析と設計）』（勁草書房、2007）
- 『経済制度設計（経済制度の実証分析と設計）』（勁草書房、2007）

### 共編著
- Structural Impediments to Growth in Japan (National Bureau of Economic Research Conference Report), University of Chicago Press, 2003.

### 論文
- Hayashi, Fumio; Prescott, Edward C. (2002). “The 1990s in Japan: A Lost Decade”. Review of Economic Dynamics 5 (1):  206-235. doi:10.1006/redy.2001.0149.
- Altonji, Joseph G.; Hayashi, Fumio; Kotlikoff, Laurence J. (1997). “Parental Altruism and Inter Vivos Transfers: Theory and Evidence”. Journal of Political Economy 105 (6):  1121-1166. doi:10.1086/516388.
- Hayashi, Fumio (1982). “Tobin's Marginal q and Average q: A Neoclassical Interpretation”. Econometrica 50 (1):  213-224. JSTOR 1912538.